# Torneo de Marsella 2017
El Open 13 2017 es un torneo de tenis que pertenece a la ATP en la categoría de ATP World Tour 250 que se disputó en Marsella (Francia) entre el 20 y 26 de febrero de 2017.

## Distribución de puntos
| Modalidad            | Campeón | Finalista | Semifinales | Cuartos de final | 2ª ronda | 1ª ronda | Clasificados | 2ª ronda de clasificación | 1ª ronda de clasificación |
| Individual masculino | 250     | 165       | 100         | 50               | 25       | 0        | 13           | 7                         | 0                         |
| Dobles masculino     | 250     | 150       | 90          | 45               | 20       | 0        | -            | -                         | -                         |

## Cabezas de serie

### Individuales masculino
| Tenista            | Ranking | Preclasificado |
| Gaël Monfils       | 10      | 1              |
| Jo-Wilfried Tsonga | 14      | 2              |
| Nick Kyrgios       | 15      | 3              |
| Lucas Pouille      | 17      | 4              |
| Alexander Zverev   | 18      | 5              |
| Richard Gasquet    | 19      | 6              |
| Gilles Simon       | 24      | 7              |
| Benoît Paire       | 42      | 8              |

- Ranking del 13 de febrero de 2017

### Dobles masculino
| Tenista                             | Ranking | Preclasificado |
| Julien Benneteau Nicolas Mahut      | 31      | 1              |
| Mate Pavić Alexander Peya           | 61      | 2              |
| Rohan Bopanna Jeevan Nedunchezhiyan | 105     | 3              |
| Wesley Koolhof Matwé Middelkoop     | 124     | 4              |

- Ranking del 13 de febrero de 2017

## Campeones

### Individual masculino
Jo-Wilfried Tsonga venció a  Lucas Pouille por 6-4, 6-4

### Dobles masculino
Julien Benneteau /  Nicolas Mahut vencieron a   Robin Haase /  Dominic Inglot por 6-4, 6-7(9), [10-5]